# Štefan Uroš I.
Štefan Uroš I. (srbsko Стефан Урош I, Stefan Uroš I), znan tudi kot Uroš Veliki (srbsko Урош Велики, Uroš Veliki) je bil od leta 1243 do 1276 kralj Srbije. Bil je eden od najpomembnejših vladarjev v srbski zgodovini, * okoli 1223, † 1. maj 1277.

## Mladost
Štefan Uroš je bil najmlajši sin kralja Štefana Prvokronanega in Ane Dandolo, vnukinje beneškega doža Enrica Dandola. Uroš je podedoval veliko osebnostnih lastnosti svoje matere in starega očeta Štefana Nemanje. Odraščal je skupaj s starejšima bratoma Radoslavom in Vladislavom.
Znano je, da je bil med vladanjem njegovega predhodnika Štefana Vladislava I. bolgarski vpliv v Srbiji močan in nepriljubljen in privedel do sporov, ki so se končali z Vladislavovo odstavitvijo. Brat  Uroš se mu je na čelu srbskega plemstva uprl in od njega zahteval prestol, ki mu ga Vladislav ni dal. Začela državljanska vojna, ki je trajala najverjetneje od leta 1241 do 1242 ali  1242 do 1243 in se je končala v Uroševo korist. Uroš je Vladislava ujel in ga aretiral. Sovraštvo ni trajalo dolgo. Uroš je bratu prepustil vladanje v Zeti in mu dovolil uporabljati naslov kralj, sicer pa podrobnosti o vojni med njima niso znane.

## Vladanje
Uroš je takoj po prihodu na oblast kljub temu, da ni imel zakonske podpore, zavladal  odločno. Srbijo so malo pred tem opustošili Tatari. Razen tega je bila v državi cela vrsta notranjih sporov, ki jih je Uroš zelo hitro rešil. Zelo hitro je rešil tudi odprta vprašanja srbske zunanje politike.
Stanje v Evropi in na Balkanu je bilo za Srbijo dokaj ugodno, kar je Uroš spretno izrabil v svojo korist. Srbija je med njegovim vladanjem v vseh pogledih znatno napredovala in se okrepila. S prodiranjem na jug v  dolino Vardarja in na sever srednje Podonavje je jasno nakazal svoje politične cilje. Razen tega je pravilno začrtal tudi smer srbske trgovinske politike in v več spopadih z Dubrovniško republiko poskušal preprečiti dubrovniško posredovanje in izkoriščanje srbske države.
V notranji politiki je imelo poseben močan vpliv poudarjanje načela, da je najpomembnejša ustanova država. Uroš je državnim interesom  podredil tako pravoslavno kot katoliško Cerkev. Takšno stališče je bilo ključno v reševanju spora med barsko in dubrovniško nadškofijo glede oblasti v Srbiji. Spor je bil rešen v korist Bara.
Uroš je bil prvi srbski vladar, ki je začel izkoriščati svoja rudna bogastva, ki so postala eden od glavnih virov bogastva in moči srednjeveške srbske države. Prvi rezultat rudarjenja je bilo kovanje lastnega denarja o beneškem zgledu.
Ščitil in podpiral je književnost in pisce in jim dal zagon za pisanje bolj dodelane in bogatejše biografije svojega starega očeta Štefana Nemanje, po katerem se je zgledoval.
V zakonu s Heleno iz  francoske kraljeve družine je živel skromno patriarhalno življenje, ki je bilo v popolnem nasprotju z razkošjem bizantinskega dvora. Svojo skromnost je ponosno poudarjal bizantinskim delegacijam med njihovimi obiski na njegovem dvoru.
V zunanji politiki je spretno izkoristil svojo prednost v sporu med Epirskim despotatom in Nikejskim cesarstvom okoli nasledstva Latinskega cesarstva po osvojitvi Konstantinopla. Ko je Latinsko cesarstvo propadlo in je Konstantinopel osvojil Mihael VIII. Paleolog, se je Uroš začel povezovati z bratrancem svoje žene Karlom I. Anžujskim, ki je nameraval osvojiti Konstantinopel. Uroš je nameraval v zavezništvu osvojiti čim več bizantinskega ozemlja.
Preko Karlovega sorodstva z ogrsko vladarsko hišo se je Uroš proti koncu svojega vladanja zbližal tudi z Ogrskim kraljestvom. Svojega najstarejšega sina in naslednika Štefana Dragutina je poročil s hčerko ogrskega kralja Štefana V. 
Urošev sin Dragutin, nezadovoljen s svojo premajhno vlogo v vladanju države, se je pod pritiskom ogrskih sorodnikov in s pomočjo njihove vojske uprl očetu, ga porazil in sam prevzel oblast v kraljestvu. Uroš se je s svojimi pristaši umaknil v Hum, kjer je razočaran, nezadovoljen in jezen kmalu zatem umrl.

## Gospodarski razvoj

### Rudarstvo
Pod Štefanom Urošem I. je Srbija postala pomembna sila na Balkanu, deloma tudi zaradi gospodarskega razvoja z odpiranjem rudnikov. Rudnike so razvili Sasi, izkušeni rudarji in metalurgi. Njihova naselja ob rudnikih so imela privilegiran položaj. Imela so svojo zakonodajo in dovoljenje, da gradijo svoje cerkve in prakticirajo katoliško vero. Pomembni rudniki so bili Novo Brdo (srebro), Brskovo (srebro) in Rudnik (baker).

### Trgovina
Gospodarska blaginja je spodbudila trgovanje z dalmatinskima mestoma Dubrovnik in Kotor. Rudarjenje srebra in širjenje trgovanja sta privedla do uvedbe velikih količin kraljevih kovancev, kovanih po beneških standardih.

## Vojaške operacije

### Vojni z Dubrovniško republiko
Leta 1252–1253 je bil Uroš v vojni z Dubrovniško republiko, ki je mejila na Hum, kjer je vladal Urošev sorodnik Radoslav Andrijić. Slednji je prisegel, da se bo vojskoval z Dubrovnikom, dokler bo v vojni s Srbijo, in se istočasno ponašal z dobrimi odnosi z ogrskim kraljem Bélo IV. Dubrovnik je našel zaveznika v Bolgarskem cesarstvu. Kriza se je končala s podpisom mirovnega sporazuma 22. maja 1254.
V drugi polovici 1260. let je izbruhnila nova vojna z Dubrovnikom, ki jo je skrivaj podpirala srbska kraljica. Mirovni sporazum, podpisan leta 1268, je določal vsoto denarja ki ga je moral Dubrovnik za svojo zaščito vsako leto plačati srbskemu kralju.  Skoraj nespremenjen sporazum je ostal v veljavi celo naslednje stoletje.

### Vojna z Ogrsko
Leta  1268 je Uroš napadel ogrske posesti južno od Donave v sedanji zahodni osrednji Srbiji. Po nekaj začetnih uspehih so Ogri ujeli Uroša in zahtevali odkupnino za njegovo osvoboditev. Med državama je bil sklenjen mirovni sporazum, potrjen s poroko Uroševega sina Štefana Dragutina s Katarino, hčerko bodočega ogrskega kralja Štefana V.

### Spor z Dragutinom
Proti koncu vladanja je Uroš domnevno povečal pritisk na avtonomijo Zahumja, da se lokalni knezi sploh niso več razlikovali od ostalega plemstva. Zdi se, da je kralj v  svojem prizadevanju za centralizacijo države odklonil podelitev apanaže svojemu najstarejšemu sinu. Spor med očetom in sinom se je zaostril do te mere, da se je oče odločil za svojega naslednika izbrati mlajšega sina Milutina.
Zaskrbljen zaradi nasledstva in lastnega življenja je Štefan Dragutin leta 1276 zahteval srbski prestol. Uroš je zahtevo zavrnil, zato se mu je Dragutin s pomočjo ogrskih sorodnikov uprl. Zavezniki so Uroša porazili in ga prisilili k odstopu in odhodu v neznan samostan v Humu, kjer je dve leti kasneje umrl. Njegovi posmrtni ostanki so bili kasneje prenešeni v samostan Sopoćani.

## Vladarski naziv
Urošev popoln vladarski naziv se je glasil Kralj v Kristusu, veren Bogu, kralj Srbije in Primorja.

## Nadarbini
- Samostan Sopoćani
- Maglič

## Družina
Z ženo Heleno, anžujsko princeso ali morda hčerko latinskega cesarja Konstantinopla, je imel Uroš najmanj tri otroke:
- Štefana Dragutina, naslednika na srbskem prestolu
- Štefana Milutina, ki je leta 1282 nasledil brata Dragutina
- hčerko Brnjačo, nuno